# Rob Harrison
Robert Neil Harrison (ur. 5 czerwca 1959) – brytyjski lekkoatleta, średniodystansowiec, halowy mistrz Europy.

## Kariera sportowa
Zwyciężył w biegu na 800 metrów na halowych mistrzostwach Europy w 1985 w Pireusie, wyprzedzając Petru Drăgoescu z Rumunii i Łeonida Masunowa ze Związku Radzieckiego. Na kolejnych halowych mistrzostwach Europy w 1986 w Madrycie odpadł w eliminacjach biegu na 1500 metrów. Startując w reprezentacji Anglii zajął 4. miejsce w biegu na 1500 metrów na igrzyskach Wspólnoty Narodów w 1986 w Edynburgu.
Zdobył srebrny medal w biegu na 1500 metrów na uniwersjadzie w 1987 w Zagrzebiu, za Hauke Fuhlbrügge z Niemieckiej Republiki Demokratycznej. Na halowych mistrzostwach Europy w 1990 w Glasgow zajął w tej konkurencji 8. miejsce.
Był wicemistrzem Wielkiej Brytanii (AAA) w biegu na 800 metrów w 1984, a w hali mistrzem AAA w biegu na 1500  metrów w 1985 i 1986 oraz brązowym medalistą w biegu na 800 metrów w 1988. Był również zwycięzcą UK Championships w biegu na 800 metrów w 1981 i w biegu na 1500 metrów w 1986 oraz srebrnym medalistą w biegu na 800 metrów w 1979, 1983 i 1984.
Rekordy życiowe Harrisona:
- bieg na 800 metrów – 1:45,31  (21 lipca 1984, Oslo)
- bieg na 1000 metrów – 2:17,20  (18 sierpnia 1982, Londyn)
- bieg na 1500 metrów – 3:35,74  (26 maja 1986, Cwmbran)
- bieg na milę – 3:53,85  (15 lipca 1986, Nicea)
- bieg na 800 metrów (hala) – 1:47,72 (2 marca 1985, Pireus)
- bieg na 1500 metrów (hala) – 3:42,95 (26 stycznia 1985, Cosford)
- bieg na milę (hala) – 3:59,35 (9 marca 1985, Cosford)